# ウィローガレージ
座標: 北緯37度27分08秒 西経122度09分58秒 / 北緯37.45224167度 西経122.16618889度
ウィローガレージ（Willow Garage Inc.）はロボットと、ロボットに関係するハードウェアやオープンソースソフトウェアの研究開発を行う米国の私企業。2006年創業、2014年事業停止。ロボット「PR2」やソフトウェアプラットフォーム「Robot Operating System」（ROS）で知られ、インテルからOpenCVも引き継いでいた。潤沢な投資元を長期的に確保しているとされ、私企業ながら営利追求ではなく、ロボットに関わる技術開発を促進し、産業を醸成することを第一目的に掲げていた。